# ديشاريات قزحية
الديشاريات القزحية أو الإبايكيات (اسم علمي:†Iridopteridales) هي رتبة منقرضة من النباتات خشبية الفروع. تحتوي على جنس الإبايكا Ibyka وهو سلف محتمل للكنباثيات. والتي نمت في ما بين فترتي الديفوني الأوسط وفترة الديفوني المتأخر.